# Monade (categorietheorie)
In de categorietheorie, een tak van de wiskunde, is een monade een tripel {\displaystyle (T,\eta ,\mu )} dat bestaat uit een functor T van een categorie naar zichzelf (ookwel een endofunctor genoemd) en twee natuurlijke transformaties {\displaystyle \eta } en {\displaystyle \mu } die voldoen aan enkele voorwaarden, waaronder bijvoorbeeld associativiteit. Als {\displaystyle F} en {\displaystyle G} bijvoorbeeld geadjugeerde functoren zijn, dan is {\displaystyle T=G\circ F} samen met {\displaystyle \eta ,\mu } bepaald door de geadjungeerde relatie een monade.
Kortweg gezegd is een monade een monoïde in de categorie van endofunctoren van een vaste categorie. Volgens John Baez kan een monade op minstens twee manieren worden beschouwd:
1. Een monade is in zekere zin een gegeneraliseerde monoïde, aangezien een monade voor een gegeven categorie een monoïde is.
2. Een monade is een hulpmiddel om algebraïsche structuren te bestuderen. Zo kan een groep kan bijvoorbeeld beschreven worden aan de hand van een bepaalde monade.

Monaden worden gebruikt in de theorie van koppels van geadjungeerde functoren en generaliseren sluitingsoperatoren op partieel geordende verzamelingen naar willekeurige categorieën. Monaden zijn ook nuttig in de typetheorie en de beschrijving van de denotationele semantiek van imperatieve programmeertalen. In het bijzonder binnen functionele programmeertalen zijn monaden relevant: talen zonder mutable state kunnen zo bijvoorbeeld bewerkingen met bijwerkingen en for-lussen nabootsen.

## Inleiding en definitie
Een monade is een specifiek soort endofunctor. Als {\displaystyle F} en {\displaystyle G} bijvoorbeeld een koppel geadjugeerde functoren zijn met {\displaystyle F} linksadjunct aan {\displaystyle G}, dan is hun samenstelling {\displaystyle G\circ F} een monade. Als {\displaystyle F} en {\displaystyle G} invers zijn aan elkaar is de corresponderende monade de identieke functor. Over het algemeen zijn adjuncties geen equivalenties, aangezien ze categorieën van verschillende 'aard' met elkaar in relatie leggen. De theorie omtrent monaden is van belang als onderdeel van de poging om vast te leggen wat adjuncties 'bewaren'. De 'andere helft' van die optiek, van wat eveneens geleerd kan worden uit de beschouwing van {\displaystyle F\circ G}, wordt besproken onder de duale theorie van comonaden.

### Formele definitie
Doorlopend in dit artikel is {\displaystyle C} een categorie. Een monade op {\displaystyle C} bestaat uit een endofunctor {\displaystyle T\colon \;C\to C}, samen met twee natuurlijke transformaties:
- {\displaystyle \eta \;\colon 1_{C}\to T} (waarbij {\displaystyle 1_{C}} de identiteitsfunctor op {\displaystyle C} is);
- {\displaystyle \mu \;\colon T^{2}\to T} (waarbij {\displaystyle T^{2}} de functor {\displaystyle T\circ T} is, die van {\displaystyle C} naar {\displaystyle C} gaat).

Deze moeten voldoen aan de volgende voorwaarden (soms ook wel coherentievoorwaarden genoemd):
- {\displaystyle \mu \circ T\mu =\mu \circ \mu T} (als natuurlijke transformaties weergegeven: {\displaystyle T^{3}\to T}); hier worden {\displaystyle T\mu } en {\displaystyle \mu T} gevormd door "horizontale compositie";
- {\displaystyle \mu \circ T\eta =\mu \circ \eta T=1_{T}} (als natuurlijke transformaties: {\displaystyle T\to T}); hier is {\displaystyle 1_{T}} de identieke transformatie aan van {\displaystyle T} naar {\displaystyle T}).

We kunnen deze voorwaarden herschrijven aan de hand van de volgende commutatieve diagrammen:
|  |  |  |

Het eerste axioma doet denken aan de associativiteitsvereiste bij monoïden als we {\displaystyle \mu } als de binaire werking van de monoïde beschouwen. Het tweede axioma is verwant aan het bestaan van een identiteitselement (dat we beschouwen als gegeven door {\displaystyle \eta }). Deze gelijkheden zijn niet louter toeval: men kan een monade op {\displaystyle C} ook definiëren als een monoïde in de categorie {\displaystyle \mathbf {End} _{C}}, waarvan de objecten de endofunctoren zijn van {\displaystyle C} en waarvan de morfismen de natuurlijke transformaties ertussen zijn. De monoïdale structuur is een gevolg van de werking van samenstelling van endofunctoren.

### De machtsverzamelingsmonade
De machtsverzamelingsmonade is een monade {\displaystyle {\mathcal {P}}} over de categorie {\displaystyle \mathbf {Set} }. Gegeven een verzameling {\displaystyle A}, zij {\displaystyle T(A)} de machtsverzameling van {\displaystyle A}, en gegeven een functie {\displaystyle f\colon A\to B}, zij {\displaystyle T(f)} de functie tussen de machtsverzamelingen die worden geïnduceerd door het nemen van directe beelden onder {\displaystyle f}. Voor elke verzameling {\displaystyle A} bestaat er een afbeelding {\displaystyle \eta _{A}\;\colon A\to T(A)}, die aan elke {\displaystyle a\in A} de singleton {\displaystyle \{a\}} toekent. De functie {\displaystyle \mu _{A}\colon \;T^{2}(A)\to T(A)} neemt een verzameling van verzamelingen en beeldt deze af op de unie ervan. Deze gegevens beschrijven tezamen een monade.

### Bemerkingen
De axioma's van een monade zijn vergelijkbaar met de monoïdeaxioma's. Monaden zijn dan ook in feite speciale gevallen van monoïden: ze zijn immers precies de monoïden onder de endofunctoren {\displaystyle \operatorname {End} (C)}, uitgerust met een vermenigvuldiging gegeven door de samenstelling van endofunctoren.
De samenstelling van monaden is over het algemeen geen monade. Zo laat de dubbele machtsverzamelingsfunctor {\displaystyle {\mathcal {P}}\circ {\mathcal {P}}} geen enkele monadische structuur toe.